# Синдром болне препоне
Синдром болне препоне (СБП) који се дефинише и као ентезитис тетиве дугог примицача и/или трбушних мишића јесте хронични синдром бола у доњем делу трбуха и препона, који у поодмаклој фази доводи до дегенеративне артропатије пубичне симфизе. Најчешће се јавља код фудбалера, хокејаша, атлетичара... У почетку се појављују тупи болови у пределу препона као резултат напрезања током спортских активности. У клиничком прегледу посебно је важан адукторски тест.   
Назив синдром се користи оправдано, јер у себи садржи много симптома, као и много узрока настанка и појаве болова у пределу препонској регији. Како је један од честих узрока његовог настанка слабост трбушног зида,  често се за овај синдром користи и назив спортска кила.
Синдром болних препона који је први описао Спинели 1932. године, има посебан значај код спортиста јер је један од најсложенијих синдрома пренапрезања у спорту, како по етиологији,  тако и по дијагнози и лечењу. Бол у препонама је важан клинички ентитет који може утицати на активан спортски живот спортисте. Спортска хернија је хронични синдром бола у доњем делу стомака и препона.   
Лечење синдрома болних препона је сложено, као и узроци синдрома. У почетку треба смањити интензитет тренинга или потпуно прекинути спортску активност. Користе се нестероидни антиинфламаторни лекови и релаксанти мишића. У оквиру опоравка раде се вежбе  за истезање и јачање адуктора, трбушних мишића, илиопсоаса, квадрицепса и мишића задњег дела бутине. Ако конзервативно лечење не доведе до побољшања, неопходно је хируршко лечење, које може бити отворено и лапароскопско.

## Дефиниција
Синдром болне препоне или спортска кила као нова клиничка болест је у литератури дефинисана различитим називима и претежно је дефинисана као ингвинални бол који се јавља код људи који се активно баве спортом. Он може да прати и друге патологије које доводе до болова у стомаку као што су тендинитис адуктора, остеитис пубиса и пубични симфизитис. Синдром болне препоне је врста бола која је суптилна и акутна на почетку, значајнија у пределу препона поред јаког туберкула; међутим, то још није повезано са очигледном патологијом која објашњава симптоме као код ингвиналне киле. Најмање три од пет клиничких налаза треба да буду присутна да би се поставила дијагноза овог синдрома, а то су:
1) Тачкаста осетљивост где спојна тетива пријања уз туберкулум
3) Бол и/или проширење спољашњег ингвиналног прстена без очигледне киле
4) Бол у пределу дугог мишића адукора
5) Дифузни ингвинални бол који се протеже до перинеума, унутрашње површине бутне кости и прелази средњу линију.
Иако може постојати неколико различитих разлога за ингвинални бол код спортиста, не треба заборавити да ингвинална кила понекад може бити асимптоматска. Синдром болне препоне је често део много озбиљније и шире „повреде ингвиналног поремећаја“. Укључује истовремено неколико патологија; сви они се развијају кроз исти суштински механизам због основног поремећаја стабилизације карлице. Могу бити повезане компоненте укључене у ингвинални поремећај, као што су остеитис пубис, спортска кила (латентна или новонастала директна кила), зглобна тендинопатија, адукторска тендинопатија, удар оптураторног нерва и/или иритација.

## Историја
Гилмор је након процене групе спортиста са хроничним ингвиналним болом, 1980. године, дао први опис синдрома хроничног доњег абдоминалног и ингвиналног бола, који је хируршки лечио као ингвинални поремећај код ових пацијената. Године 1992. објавио је велику серију са резултатима хируршког лечења које је извео у групи од 313 атлетских пацијената са ингвиналним боловима, од којих су већина били фудбалери. Он је ово стање ингвиналног поремећаја које је резултирало ингвиналним болом код спортиста дефинисао као „Гилмореова препона“ (ширење површног ингвиналног прстена услед руптуре косих апонеуроза, руптуре зглобне тетиве и дехисценције између ингвиналног лигамента и руптуре спојнице).
Потом је Тејлор десет година ксније (1991. године) објавио своје искуство и у сопственој серији дефинисао патологију везану за спортисте са хроничним болом, неспособним да се такмиче и абнормалностима на трбушном зиду (палпабилна хернија, непалпабилна кила, микроскопске раздере и авулзије унутрашњих косих мишића) као пубалгију. Док овај синдром неки описују као синдром хроничног бола повезан са ингвиналним повредама код спортиста, он га је дефинисао као хронични ингвинални бол који се јавља као последица новонастале киле задњег зида препона.
Слично овим описима  Полглас је у серији коју је објавио описао поремећај задњег зида код 85% од 64 аустралијска фудбалера са ингвиналним болом.
Године 1992, Малик Ловел идентификовали су оток задњег зида код 80% спортиста са недијагностикованим хроничним болом у доњем делу трбуха и ингвинума и закључили да су ови налази повезани са новонасталом директном хернијом препона.

## Етиопатогенеза
Патологија овог синдрома узрокована је  микротраумама које се јављају на мишићно-тетивном комплексу у пределу препона. Најчешће су захваћене тетиве адуктора лонгус, грацилис и ректуса абдоминис, пирамидалиса и латерална апонеуроза спољашњег косог трбушног мишића.
Слабост трбушног зида један од честих узрока  појаве синдром болних препона, за који данас постоји популаран назив спортска кила. Сматра се да је узрок бола слабост задњег зида ингвиналног канала без постојања икакве херније или авулзије фасције унутрашњих и спољашњих косих трбушних мишића.  И данас је нејасно да ли је узрок бола хернија перитонеума или ентезитис трбушних мишића.
Синдром болних препона се најчешће јавља код фудбалера, код којих се по истраживањима, 2,5% спортских повреда јавља се у пределу кукова и карлице. Према према истраживању спроведеном у Хрватској, 6,24% фудбалера има синдром болне препоне, док према истраживању у аустралијском рагбију, учесталост болова у препонама је 7%. Осим фудбалера, повреде се јављају и код хокејаша, рагбиста, ватерполиста, мачевалаца.

## Релевантна анатомија
За разумевање синдрома болних препона важно је добро познавање сложене анатомије ове регије. Велики број мишића има своје припоје у пределу симфизе, горње и доње гране препонске кости, на самом ингвиналном лигаменту, на грани седалне кости, малом трохантеру и илијачном гребену. 
Подручје препона је пресек два мишићна система, мишићљ трупа и мишићи доњих удова. У пределу препонске регије налази се ингвинални канал изнад самог лигамента ингуинале и лакуне вазорум и нерворум испод ингвиналног лигамента, затим феморалног и обтураторног канала.

## Дијагноза
Дијагноза се заснива на анамнези пацијента, клиничким знацима и, све чешће, на МРИ прегледу. Симптоми се често могу репродуковати маневрима као што су трбушњаци или прегиби у препонама, Бол се такође може изазвати код пацијента у „жабљем положају“, у коме пацијент лежи на леђима са савијеним коленима и спојеним петама.
Како се тачна дијагноза лезија може разликовати од стварног налаза, уобичајени патолошки налази током операције су:
- поцепана спољашња коса апонеуроза
- пукнуће у зглобној тетиви
- спојна тетива откинута из пубичног туберкула
- дехисценција између спојене тетиве и ингвиналног лигамента
- расцеп у фасцији трансверзалис,[28]
- абнормално уметање мишића ректуса абдоминиса
- кидање унутрашњег косог мишића абдомена од пубичног туберкула
- укљештење илиоингвиналног нерва или генитофеморалног нерва[тражи се извор]

Неколико ових лезија може се појавити истовремено. Такође, многи спортисти имају истовремену слабост или кидање мишића адуктора, па када су адукторни мишићи затегнути након повреде, то може бити довољно да изазове симптоме.

## Клиничка слика
Симптоми СБП укључују:
- јак бол у тренутку повреде
- потешкоће у одређивању тачног подручја из којег долази бол
- бол је израженији, посебно при увртању, шутирању, спринту или седењу
- бол у препонама током кијања или кашља
- бол се смањује током одмора, али се враћа након што се настави  са спортским активностима

## Терапија
Лечење синдрома болних препона је сложено колико и узроци синдрома. Неоперативно лечење увек треба започети прво. У огромној већини случајева неоперативно третман доводи до решавања проблема. У почетку треба смањити интензитет тренинга или, ако се ради о узнапредовалом случају, потпуно прекинути спортску активност. 
Од лекова примењују се нестероидни антиинфламаторни лекови и релаксанти мишића. 
У склопу физикалне терапије почиње се са вежбама истезања адуктора, трбушна мускулатура, илиопсоас, квадрицепс и мишић задњег дела бутине. Препоручују се пливање и бициклизам  као алтернативне спортске активности. Од процедура физикалне терапије користи се масажа, ултразвук и интерферентне струје. Тек са смањењем и када бол нестане, креће се са статичким вежбама за истезање адуктора и трбушне мускулатуре.
Треба нагласити да вежбе динамичке снаге треба започети само када нису болне  На крају рехабилитације, спортиста треба да започне специфичну спортску обуку.
Најчешћа грешка је пребрзи повратак спорту, који може значајно да одужи третмана. 
Ако конзервативно лечење не доведе до побољшања, неопходна је операција. Избор хируршког лечења зависи од узрока синдрома болних препона. Ако је узрок синдрома ентезитиса адуктора и смањене покретљивости у симфизи, препоручује се хируршко лечење у смислу дезинсерције или пресецања адукторске тетиве лонгуса. Истраживања су показала да се покретљивост повећава након тенотомије адуктора у пубичној симфизи, што касније доприноси смањењу оптерећења и болова. Постоперативно у другој недељи пацијент почиње вежбе истезања, у трећој недељи почиње да плива и вози бицикл. Пуна спортска активност се препоручује након 8 недеља.